# Municipio de Annville
El municipio de Annville  (en inglés: Annville Township) es un municipio ubicado en el condado de Lebanon en el estado estadounidense de Pensilvania. En el año 2010 tenía una población de 4.767 habitantes.

## Geografía
El municipio de Annville se encuentra ubicado en las coordenadas 40°19′49″N 76°30′45″O / 40.33028, -76.51250.

## Demografía

### Censo de 2000
En el año 2000 tenía una población de 4.518 habitantes y una densidad poblacional de 1.102 personas por km².
Según la Oficina del Censo en 2000 los ingresos medios por hogar en la localidad eran de $37,415 y los ingresos medios por familia eran $44,737. Los hombres tenían unos ingresos medios de $35,057 frente a los $23,458 para las mujeres. La renta per cápita para la localidad era de $16,586. Alrededor del 6,3% de la población estaban por debajo del umbral de pobreza.